# フレディ・イーストウッド

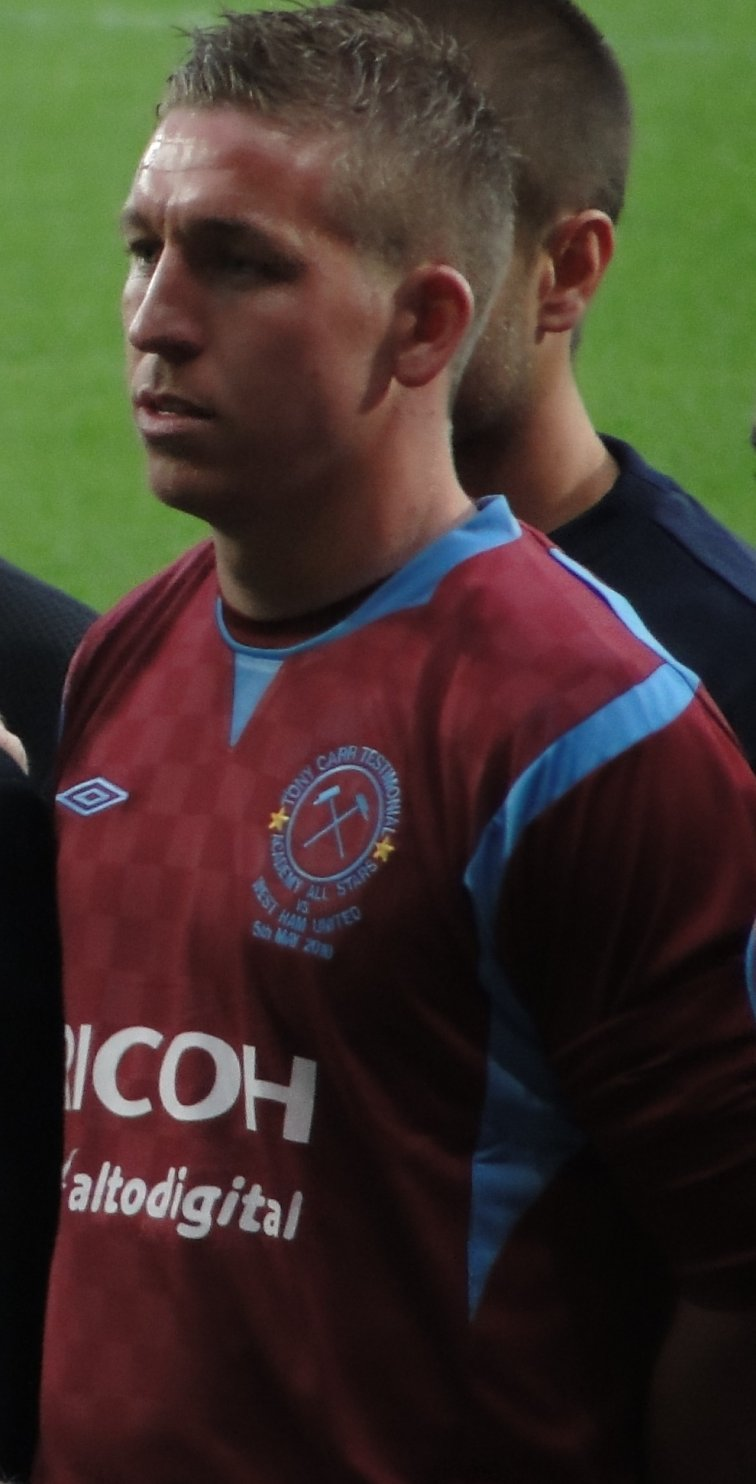
フレディ・イーストウッド（2010年5月）

フレディ・イーストウッド（英語: Freddy Eastwood, 1983年10月29日 - ）は、イングランドの元サッカー選手。

## 経歴
サウスエンド・ユナイテッドFCで有望なユース選手とみなされていたが、奨学金の申し出を断ってウェストハム・ユナイテッドFCアカデミーで選手としてのキャリアを始めた。ジャーメイン・デフォー、アントン・ファーディナンド、グレン・ジョンソンと同じユースチームでプレーしたが、イーストウッドはマネージャーのグレン・ローダーからは十分とは見なされず、2003年5月にリリースされた。その後はサッカーを完全にやめることを考え、自動車のセールスマンとして短期間働いた。
同年8月にカンファレンス・サウスのグレイズ・アスレティックFCに加入した。最初のシーズンのリーグとカップで計37ゴールを決め、さらにはグレイズのゴールデンブーツを獲得し、ノーサンプトン・タウンFC、スウィンドン・タウンFC、チャールトン・アスレティックFCなどサウスエンドと同様の多くのプロクラブから注目を集めた。
翌シーズン、彼はユース時代に所属していたサウスエンドに移籍した。サウスエンドでは試合開始から7.7秒後にゴールを決めてデビューを飾った。これはデビュー試合の史上最速のゴール記録である。2004年11月に3年間の契約に合意し、恒久的なサインを行った。2006年1月2日にはサウスエンドのクラブ通算5,000ゴールを記録した。
サウスエンドで111試合に出場し49ゴールを達成した後、3年後の2007年に150万ポンドでウルヴァーハンプトン・ワンダラーズFCに移籍したが、1シーズンだけで地位を確立できず、2008年に120万ポンドでコヴェントリー・シティFCに移籍した。コヴェントリーでは左ウイングとしても起用された。
父方の祖母がウェールズ出身であり、ウェールズ代表には計11回選出された。